# Mae Jemison
Mae Carol Jemison (* 17. Oktober 1956 in Decatur, Alabama) ist eine US-amerikanische Ärztin und ehemalige Astronautin. Ihr Flug mit der Endeavour (Raumfähre) am 12. September 1992 machte sie zur ersten Afroamerikanerin im All. Nach ihrem Medizinstudium und einer kurzen Tätigkeit als Ärztin in den USA arbeitete sie 1983–1985 im Friedenscorps in Sierra Leone und Liberia. 1993 schied sie aus der NASA aus. Sie gründete eine Gesellschaft, die das Ziel verfolgt, moderne Technologien in das Leben von Entwicklungsländern zu integrieren. Auch für die naturwissenschaftliche Bildung von Jugendlichen in den USA setzt Jemison sich ein.

## Leben und Bildung
Mae Carol Jemison wurde am 17. Oktober 1956 in Decatur, Alabama, geboren. Sie ist das jüngste von drei Kindern von Charlie Jemison und Dorothy Jemison. Ihre Mutter Dorothy war Grundschullehrerin für Englisch und Mathematik an der Ludwig van Beethoven Elementary School in Chicago, Illinois und ihr Vater Charlie war Facility Manager. Die Familie lebte anfangs in Woodlawn, zog jedoch bald in die Nachbarschaft von Morgan Park um, wo Mae aufwuchs. 
Bereits in jungem Alter war Jemison begeistert von der Wissenschaft und wusste, dass sie eines Tages ins Weltall fliegen wollte. Sie wurde unter anderem durch den Film Star Trek und ins besondere durch die afroamerikanische Schauspielerin Nichelle Nichols, welche Lieutenant Uhura verkörperte, inspiriert.
Mit 16 nahm sie an der Stanford University ihr Studium auf, als eine der wenigen afroamerikanischen Studenten in ihrem Jahrgang. Sie war außerdem Vorsitzende der Black Students Union und choreografierte das Musical Out of the Shadows.
1977 absolvierte sie Stanford mit einem Bachelor of Science in Chemical Engineering und einem Bachelor of Arts in African and African American Studies. Während ihres letzten Jahres dort fiel es ihr schwer, sich zwischen dem Medizinstudium und einer Karriere als professionelle Tänzerin zu entscheiden. Letztendlich entschied sie sich für die medizinische Fakultät der Cornell University, an der sie 1981 den Doktorgrad erwarb. Im folgenden Jahr absolvierte sie ihre praktische Ausbildungszeit am Los Angeles County/University of Southern California Medical Center.

## Wirken

### Medizinstudium an der Cornell University
Während ihres Studiums reiste Jemison unter anderem nach Kuba. Sie führte dort eine von der American Medical Student Association finanzierte Studie durch. In Thailand arbeitete sie in einem Flüchtlingslager. Sie war außerdem für Flying Doctors in Ostafrika tätig.

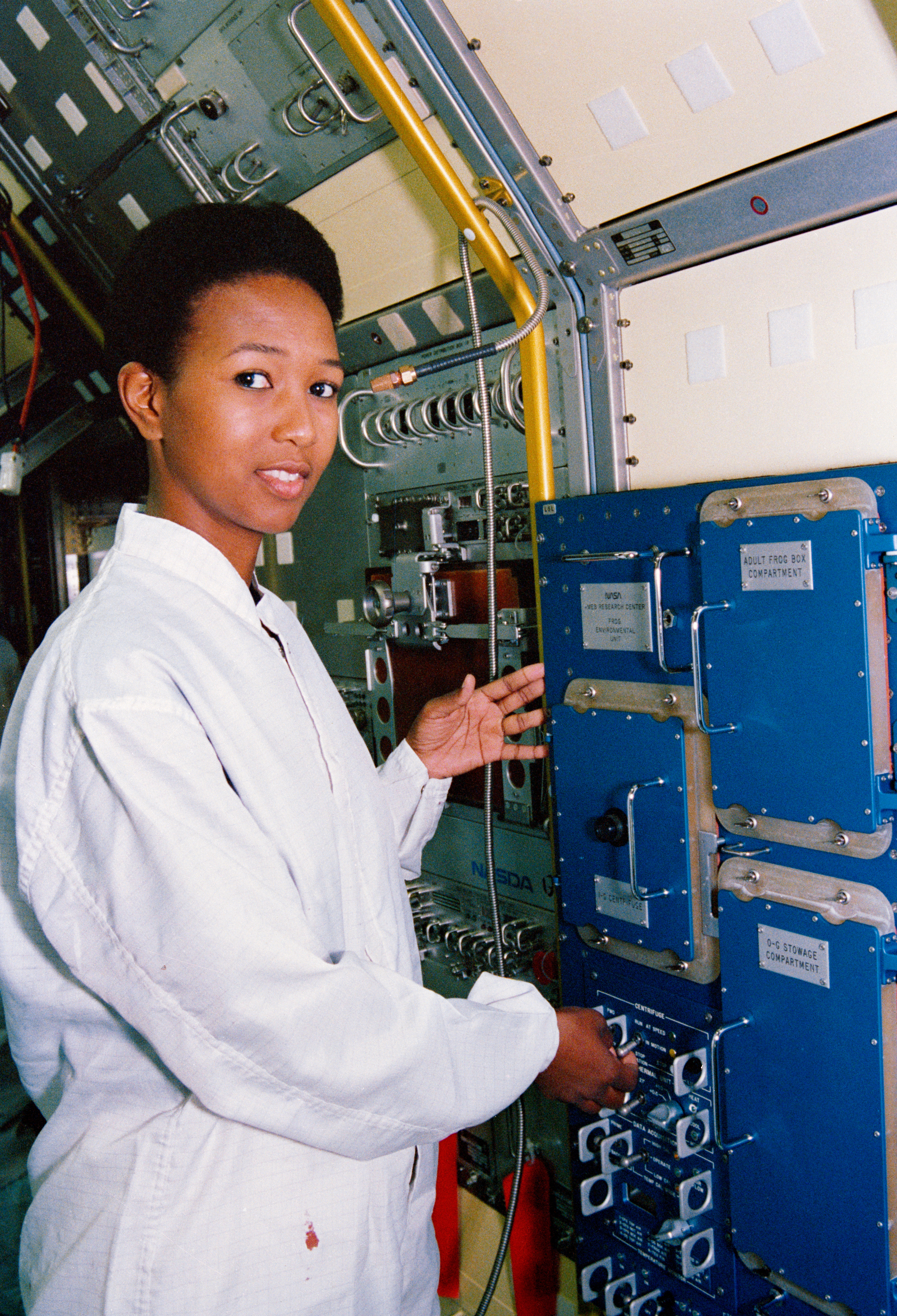
Jemison am Kennedy Space Center in 1992

### 1983–1985: Mitglied des Friedenscorps für Liberia und Sierra Leone
Während ihrer Zeit in Afrika war sie für die Logistik bei der medizinischen Versorgung des Friedenscorps und der amerikanischen Botschaft zuständig. Außerdem forschte sie im Auftrag der Centers for Disease Control zu Hepatitis B, Tollwut und Bilharziose.

### 1987–1993: Tätigkeit bei der NASA
Inspiriert von Sally Ride und Guion Bluford, bewarb sich Jemison im Oktober 1985 zum ersten Mal für das Astronautentrainingsprogramm der NASA. Die Auswahl neuer Kandidaten wurde jedoch aufgrund des Unglücks des Space Shuttle Challenger im Jahr 1986 verschoben. Jemison arbeitete in dieser Zeit als Ärztin und belegte weitere Ingenieurskurse, um sich weiterzubilden.
Im Juni 1987 wurde Jemison von der NASA als Astronautenanwärterin ausgewählt. In den folgenden Jahren half sie auch bei den Startvorbereitungen am Kennedy Space Center in Florida und entwickelte Shuttle Software am Shuttle Avionics Integration Laboratory (SAIL).

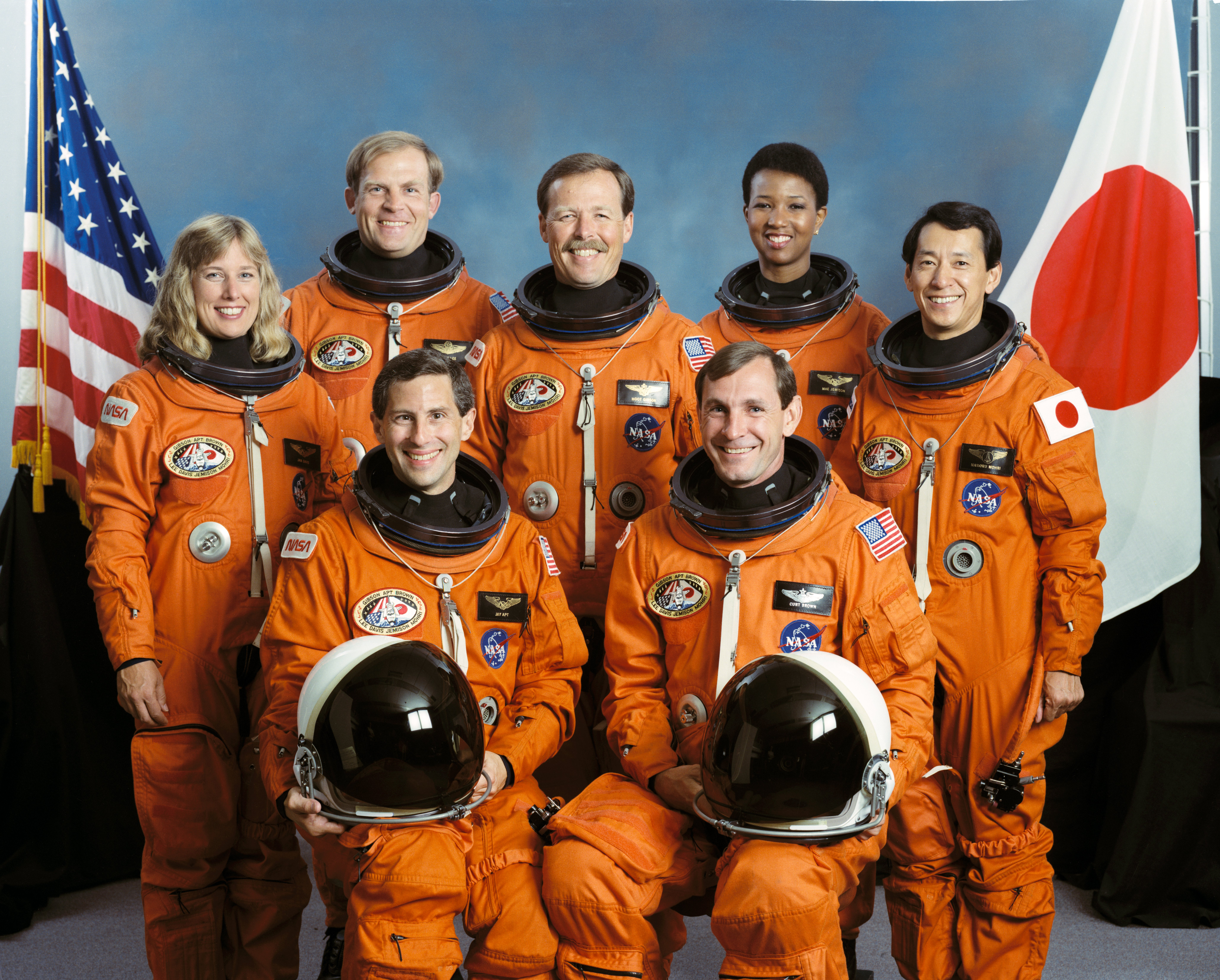
Crew der STS-47: (v. l. n. r.) Vorne: Jerome Apt und Curtis BrownHinten: Jan Davis, Mark Lee, Robert Gibson, Mae Jemison and Mamoru Mōri

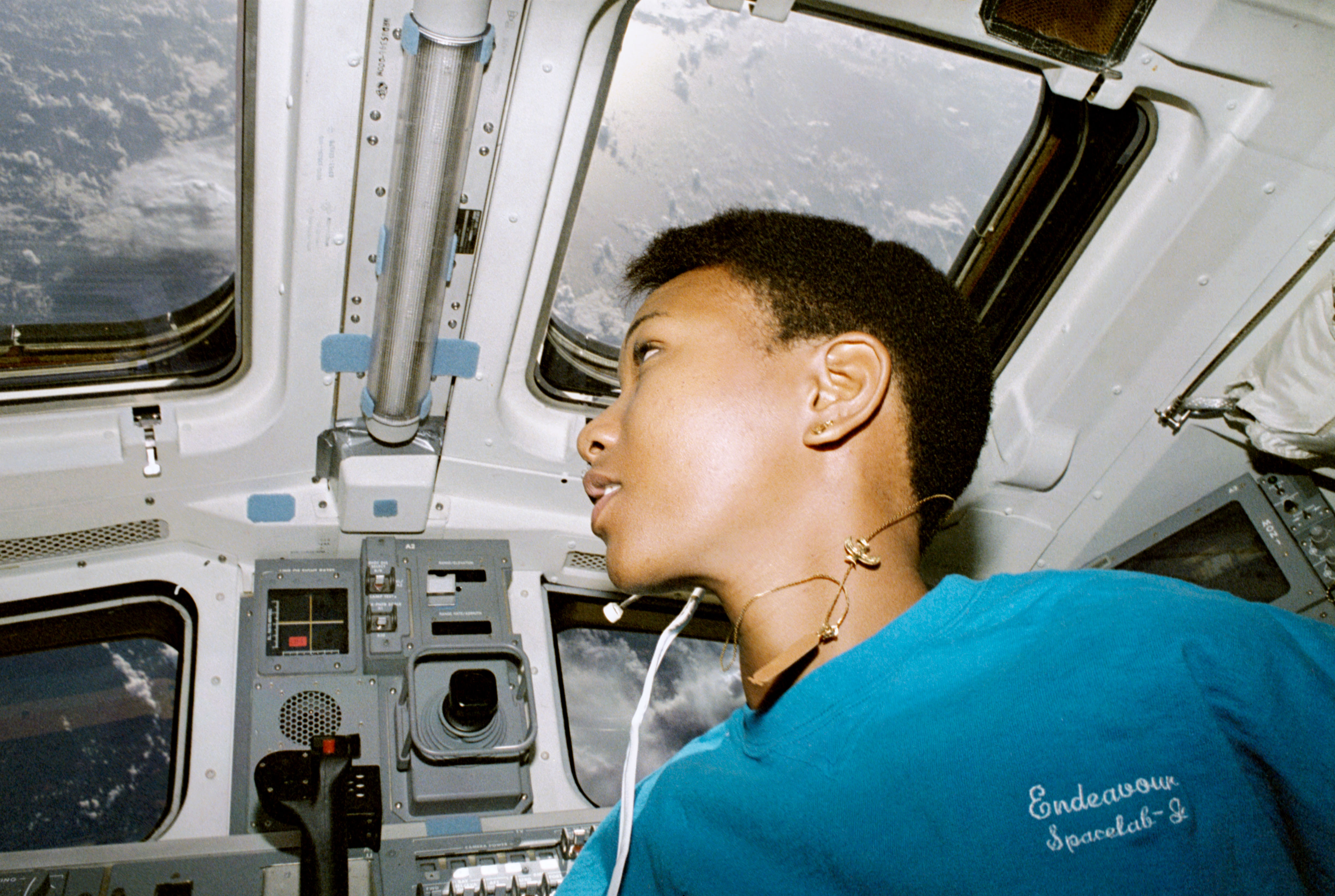
Jemison während ihrer Space Shuttle Mission STS-47

#### STS-47
Hauptartikel: STS-47
Am 28. September 1989 wurde Jemison als Besatzungsmitglied für die zehnte Spacelab-Mission, die STS-47, ausgewählt. Dies war ihre erste und einzige Mission im All, sie fand vom 12. bis zum 20. September 1992 statt. Jemison war als Missionsspezialistin an Bord der Raumfähre Endeavour.
Dort war sie an Experimenten beteiligt, die den Einfluss der Mikrogravitation erforschen sollten. 20 Experimente wurden an Lebewesen wie den Mitgliedern der Besatzung, an Koi-Karpfen, Fruchtfliegen, Samen oder Fröschen durchgeführt. Zum Beispiel wurde getestet, ob Hornissen die Fähigkeit hätten, unter Schwerelosigkeit Waben zu bauen. Das Ergebnis war negativ.
24 Versuche hatten das Ziel, das Wissen darüber zu erweitern, wie sich die Mikrogravitation auf von Menschen hergestellte Materialien auswirkt, zum Beispiel Glas, Keramik oder metallische Legierungen.
Jemison wurde mit dieser Mission die erste afroamerikanische Frau im Weltraum. Sie verbrachte etwas mehr als 190 Stunden im All.

### Nach der NASA
Nach ihrem Ausscheiden aus der NASA im März 1993 war Jemison von 1995 bis 2002 Professorin für Umweltstudien am Dartmouth College in Hanover, New Hampshire. Sie leitete dort ein Institut, das das Ziel verfolgte, fortschrittliche Technologien in die Entwicklungsländer zu bringen, das Jemison Institute for Advancing Technology in Developing Countries. Im selben Jahr gründete sie in Houston die Jemison-Gruppe, die ähnliche Ziele verfolgt. So entwickelte diese Gruppe zum Beispiel das satellitenbasierte Telekommunikationssystem Alpha, mit dem sich afrikanischen Ärzten medizinische Informationen übermitteln lassen. Sie richtete auch für Jugendliche zwischen 12 und 16 Jahren unter dem Namen „The Earth We Share“ (die Erde, die wir miteinander teilen) internationale naturwissenschaftliche Schülercamps ein, die die grundlegende naturwissenschaftliche Bildung verbessern sollen. 1993 hatte Jemison einen Gastauftritt in einer Episode der Fernsehserie Raumschiff Enterprise – Das nächste Jahrhundert. Im Jahr 2011 wirkte sie in dem Fernsehfilm Schwerelos mit.
Anfang 2012 übernahm Mae Jemison die Leitung des 100-Year Starship projects, ein Grundlagenforschungsprojekt für interstellare Raumflüge.

## Ehrungen (Auswahl)
Zahlreiche Ehrungen aus den Bereichen Bildung und Raumfahrt hat Jemison für ihre Verdienste erhalten:
- Mehrere Universitäten, darunter die renommierte Princeton University, verliehen ihr die Ehrendoktorwürde.
- Eine Reihe von Bildungseinrichtungen wurden nach ihr benannt, zum Beispiel die Mae J. Jemison Academy, eine alternative Schule in Detroit.
- Schon 1993 wurde sie in die National Women’s Hall of Fame aufgenommen.
- Am 27. Januar 2021 wurde ein Asteroid nach ihr benannt: (97512) Jemison.

## Schriften
Find Where the Wind Goes: Moments from My Life. Scholastic Press, New York 2001, ISBN 978-0-439-13196-4 (Autobiografie).

## Trivia
- Als Star-Trek-Fan hatte Jemison 1993 in Raumschiff Enterprise: Das nächste Jahrhundert einen Auftritt als Lieutenant Palmer in der 24. Folge der 6. Staffel mit dem Titel Riker : 2 = ? (Originaltitel: Second Chances).
- Bei dem Fernsehmagazin Welt der Wunder war sie technische Beraterin und Gastgeberin.
- Jemison interessiert sich seit langem für afrikanische Musik und modernen Jazz. Sie hat mehrere Tanzshows produziert.[7]